# Liste der Universitäten und privaten Hochschulen in Österreich

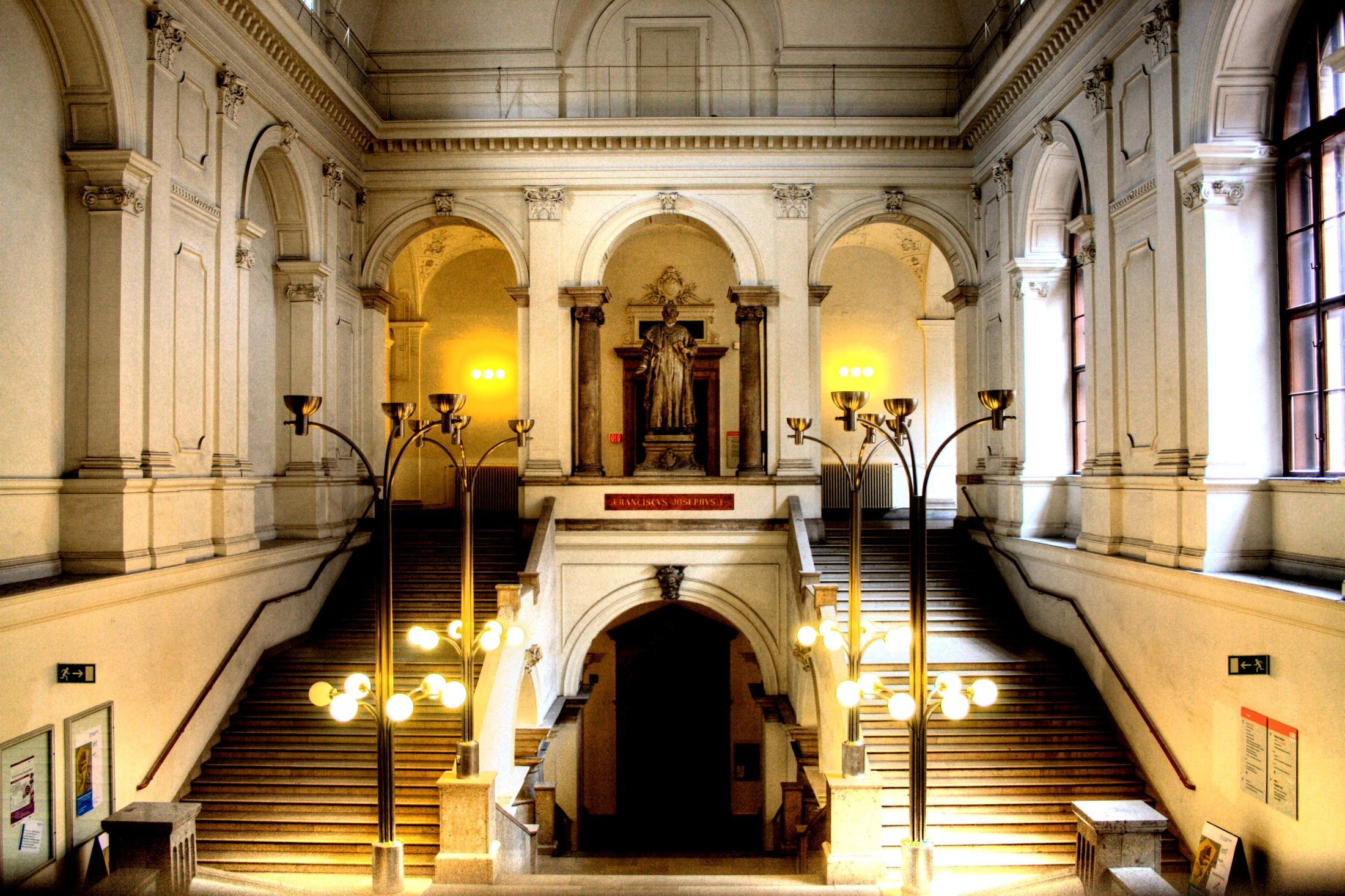
Die größte und älteste Universität Österreichs, die Universität Wien (1365 als Alma Mater Rudolphina gegründet)

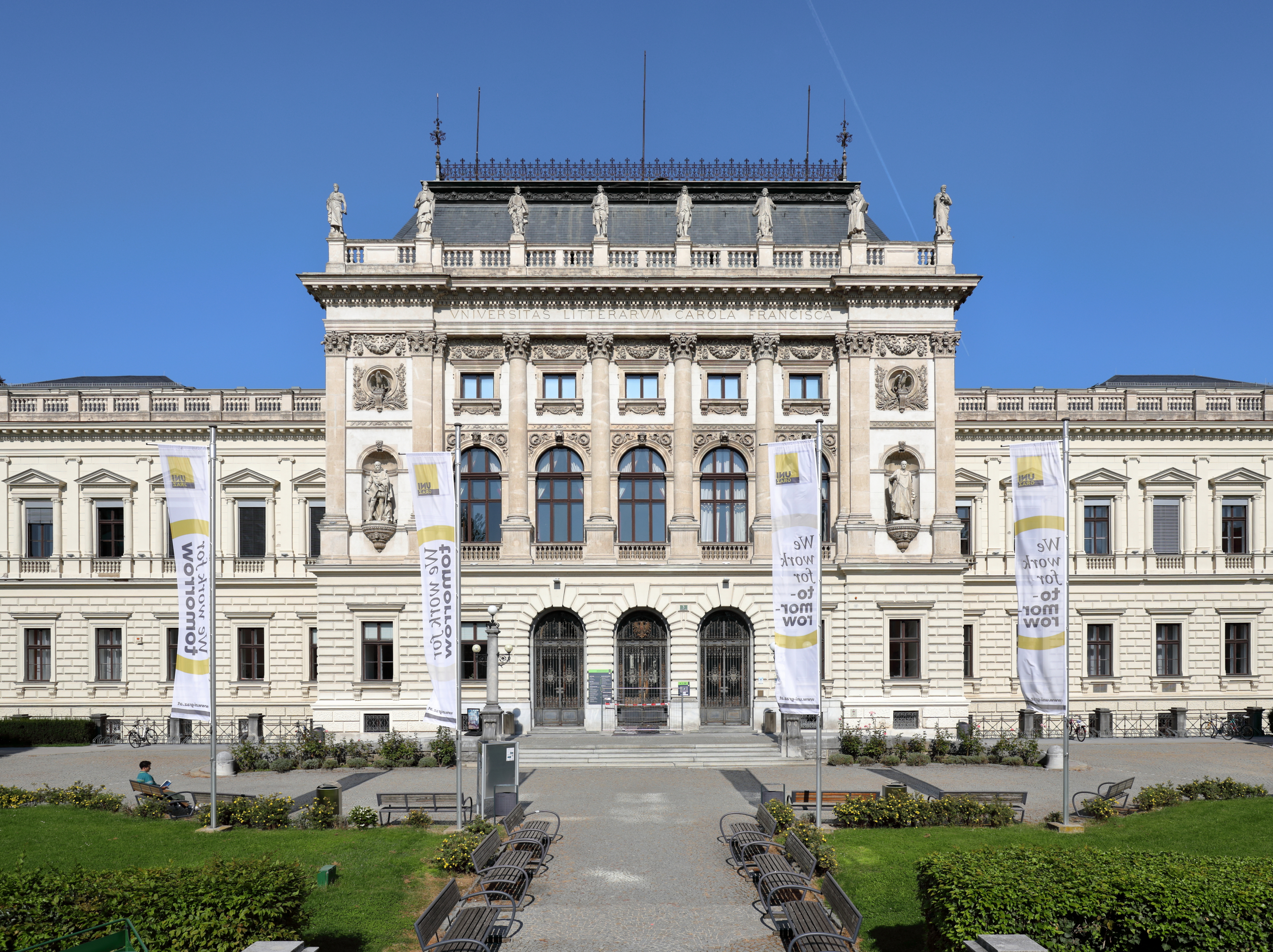
Die zweitälteste Universität, die Karl-Franzens-Universität Graz (1585 gegründet)

Diese Liste der Universitäten und privaten Hochschulen in Österreich enthält alle öffentlichen Universitäten und (ihnen gleichgestellte) Privathochschulen und -universitäten in der Republik Österreich, geordnet nach Bundesländern in jeweils alphabetischer Reihenfolge.
Staatliche Universitäten haben in Österreich eine lange Tradition: Die älteste und mit Abstand größte Universität Österreichs ist die 1365 gegründete Universität Wien mit rund 90.000 Studierenden. Gut hundert Jahre vor der Universität Graz wurde die habsburgische Albert-Ludwigs-Universität Freiburg gegründet.
Die staatlichen Universitäten sind im Universitätsgesetz 2002 (UG 2002) aufgezählt. Daneben wurde die Akkreditierung von privaten Bildungseinrichtungen als Privatuniversitäten im Jahr 1999 durch das Universitäts-Akkreditierungsgesetz ermöglicht. Seit dem Jahr 2022 ist die Akkreditierung als Privatuniversität nicht mehr direkt möglich, zuerst muss eine neu gegründete Hochschule den Status als Privathochschule erlangen. Erst im Zuge der Verlängerung der Akkreditierung kann gemäß § 4 Privathochschulgesetz (PHG) eine Umwandlung in eine Privatuniversität erfolgen, wenn zugleich ein Doktoratsstudium eingerichtet wird. Errichten die bestehenden Privatuniversitäten kein Doktoratsstudium, werden sie bei der nächsten Verlängerung der Akkreditierung zu Privathochschulen (§ 14 Abs. 4 Z 4 PHG). Für die Privathochschulen und -universitäten gilt das UG 2002 nicht. Die an diesen privaten Hochschulen erworbenen akademischen Grade sind gemäß § 8 PHG (insbesondere im Hinblick auf den Zugang zu reglementierten Berufen) den gleichlautenden Graden der staatlichen Universitäten gleichgestellt. Für Fachhochschulen und Pädagogische Hochschulen gilt dies nicht.
In Österreich gibt es 22 staatliche Universitäten (gemäß UG 2002), 17 Privatuniversitäten und 2 Privathochschulen. Diese 41 Einrichtungen werden in der Liste im Detail angeführt. Fachhochschulen und Pädagogische Hochschulen sind in eigenen Listen verzeichnet. Das auf einem besonderen Bundesgesetz beruhende Institute of Science and Technology Austria, das ein Forschungsinstitut mit Promotionsrecht ist, und das ebenfalls auf einem besonderen Bundesgesetz beruhende Institute of Digital Sciences Austria, das sich noch in Gründung befindet und gesetzlich als eine „Technische Universität“ bezeichnet wird, sind in der Liste nicht angeführt. Dasselbe gilt für die Internationale Anti-Korruptionsakademie und die Theologischen Hochschulen, die auf völkerrechtlichen Verträgen beruhen.
Derzeit stagnieren die Studierendenzahlen in Österreich. Im Wintersemester 2019/20 waren an Österreichs staatlichen Universitäten 264.945 ordentliche Studierende gemeldet. Der Österreicheranteil betrug 71 % und der Frauenanteil 54 %. An den Privatuniversitäten waren 12.177 ordentliche Studierende gemeldet.

## Legende
- Name: Name der Universität oder Hochschule.
- Stadt: Stadt, in der die Universität oder Hochschule ihren Sitz hat.
- Bundesland: Bundesland, in dem die Universität oder Hochschule ihren Sitz hat.
- Typ: Typ der Einrichtung („Universität“ bei Universitäten gemäß UG 2002; „Privatuniversität“  oder „Privathochschule“ bei solchen gemäß PHG).
- Gründung: Jahr der Gründung der Einrichtung als Universität oder Hochschule.
- Studierende: Anzahl der Studierenden.[7]
- Wiss./künst. Personal: Anzahl der Vollzeitäquivalente des wissenschaftlichen und künstlerischen Personals der jeweiligen Einrichtung.[7]

## Liste
| Name                                                                            | Stadt                    | Bundesland       | Typ               | Gründung    | Studierende (WS 2023/24) | Wiss./künst. Personal (WS 2021/22) |
| ------------------------------------------------------------------------------- | ------------------------ | ---------------- | ----------------- | ----------- | ------------------------ | ---------------------------------- |
| Joseph-Haydn-Privathochschule des Landes Burgenland                             | Eisenstadt               | Burgenland       | Privathochschule  | 2023        | 220                      |                                    |
| Gustav Mahler Privatuniversität für Musik                                       | Klagenfurt am Wörthersee | Kärnten          | Privatuniversität | 2019        | 294                      | 71                                 |
| Universität Klagenfurt                                                          | Klagenfurt am Wörthersee | Kärnten          | Universität       | 1970        | 12.862                   | 562                                |
| Bertha von Suttner Privatuniversität (Weblink)                                  | St. Pölten               | Niederösterreich | Privatuniversität | 2018        | 354                      | 21                                 |
| Danube Private University                                                       | Krems an der Donau       | Niederösterreich | Privatuniversität | 2009        | 2.740                    | 76                                 |
| Karl Landsteiner Privatuniversität für Gesundheitswissenschaften                | Krems an der Donau       | Niederösterreich | Privatuniversität | 2012        | 820                      | 183                                |
| New Design University                                                           | St. Pölten               | Niederösterreich | Privatuniversität | 2004        | 571                      | 38                                 |
| Universität für Weiterbildung Krems                                             | Krems an der Donau       | Niederösterreich | Universität       | 1994        | 8103                     | 335                                |
| Anton Bruckner Privatuniversität                                                | Linz                     | Oberösterreich   | Privatuniversität | 2004        | 895                      | 129                                |
| Johannes Kepler Universität Linz                                                | Linz                     | Oberösterreich   | Universität       | 1966        | 24.569                   | 1.342                              |
| Katholische Privat-Universität Linz                                             | Linz                     | Oberösterreich   | Privatuniversität | 2000        | 271                      | 53                                 |
| Universität für künstlerische und industrielle Gestaltung Linz                  | Linz                     | Oberösterreich   | Universität       | 1973        | 1.595                    | 158                                |
| Universität Mozarteum Salzburg                                                  | Salzburg                 | Salzburg         | Universität       | 1841        | 2.124                    | 346                                |
| Paracelsus Medizinische Privatuniversität                                       | Salzburg                 | Salzburg         | Privatuniversität | 2003        | 2.408                    | 196                                |
| Paris-Lodron-Universität Salzburg                                               | Salzburg                 | Salzburg         | Universität       | 1962        | 17.609                   | 1.065                              |
| Privatuniversität Schloss Seeburg                                               | Seekirchen am Wallersee  | Salzburg         | Privatuniversität | 2007        | 1.121                    | 30                                 |
| Universität Graz                                                                | Graz                     | Steiermark       | Universität       | 1585        | 28.579                   | 1.570                              |
| Medizinische Universität Graz                                                   | Graz                     | Steiermark       | Universität       | 2004        | 5.319                    | 1.061                              |
| Montanuniversität Leoben                                                        | Leoben                   | Steiermark       | Universität       | 1840        | 2.882                    | 602                                |
| Universität für Musik und darstellende Kunst Graz                               | Graz                     | Steiermark       | Universität       | 1970        | 2.189                    | 305                                |
| Technische Universität Graz                                                     | Graz                     | Steiermark       | Universität       | 1811        | 17.032                   | 1.702                              |
| Leopold-Franzens-Universität Innsbruck                                          | Innsbruck                | Tirol            | Universität       | 1669        | 27.576                   | 2.006                              |
| Medizinische Universität Innsbruck                                              | Innsbruck                | Tirol            | Universität       | 2004        | 3.823                    | 946                                |
| UMIT Tirol – Private Universität für Gesundheitswissenschaften und -technologie | Hall in Tirol            | Tirol            | Privatuniversität | 2001        | 1.335                    | 112                                |
| Stella Vorarlberg Privathochschule für Musik                                    | Feldkirch                | Vorarlberg       | Privathochschule  | 2022        | 195                      |                                    |
| Akademie der bildenden Künste Wien                                              | Wien                     | Wien             | Universität       | 1692        | 1.627                    | 185                                |
| Universität für angewandte Kunst Wien                                           | Wien                     | Wien             | Universität       | 1867        | 2.031                    | 288                                |
| Universität für Bodenkultur Wien                                                | Wien                     | Wien             | Universität       | 1872        | 10.102                   | 1.163                              |
| Central European University                                                     | Wien                     | Wien             | Privatuniversität | 1991 / 2019 | 1.900                    | 227                                |
| Charlotte Fresenius Privatuniversität (Weblink)                                 | Wien                     | Wien             | Privatuniversität | 2022        | 57                       |                                    |
| Jam Music Lab – Privatuniversität für Jazz und Popularmusik Wien                | Wien                     | Wien             | Privatuniversität | 2011        | 219                      | 10                                 |
| Medizinische Universität Wien                                                   | Wien                     | Wien             | Universität       | 2004        | 8.583                    | 2.925                              |
| Modul University Vienna                                                         | Wien                     | Wien             | Privatuniversität | 2007        | 653                      | 84                                 |
| Musik und Kunst Privatuniversität der Stadt Wien                                | Wien                     | Wien             | Privatuniversität | 2005        | 972                      | 180                                |
| Sigmund Freud Privatuniversität Wien                                            | Wien                     | Wien             | Privatuniversität | 2005        | 6.285                    | 240                                |
| Technische Universität Wien                                                     | Wien                     | Wien             | Universität       | 1815        | 25.743                   | 2.639                              |
| Universität für Musik und darstellende Kunst Wien                               | Wien                     | Wien             | Universität       | 1819        | 2.999                    | 632                                |
| Veterinärmedizinische Universität Wien                                          | Wien                     | Wien             | Universität       | 1765        | 2.542                    | 570                                |
| Webster Vienna Private University                                               | Wien                     | Wien             | Privatuniversität | 2001        | 514                      | 26                                 |
| Universität Wien                                                                | Wien                     | Wien             | Universität       | 1365        | 82.250                   | 4.100                              |
| Wirtschaftsuniversität Wien                                                     | Wien                     | Wien             | Universität       | 1898        | 21.807                   | 854                                |
| Summe                                                                           | Summe                    | Summe            | Summe             | Summe       | 308.786                  | 27.032                             |